# Раљаш
Раљаш је насељено мјесто у граду Приједор, Република Српска, БиХ. Према попису становништва из 1991. у насељу је живјело 536 становника.

## Становништво
| Националност       | 1991.        | 1981.        | 1971.        |
| Хрвати             | 327 (61,00%) | 557 (77,14%) | 756 (88,73%) |
| Муслимани          | 96 (17,91%)  | 22 (3,04%)   | 54 (6,33%)   |
| Срби               | 22 (4,10%)   | 26 (3,60%)   | 30 (3,52%)   |
| Југословени        | 74 (13,80%)  | 115 (15,92%) | 6 (0,70%)    |
| остали и непознато | 17 (3,17%)   | 2 (0,27%)    | 6 (0,70%)    |
| Укупно             | 536          | 722          | 852          |

1. ↑  Муслимани се данас изјашњавају као Бошњаци.